# Aiguefonde
Aiguefonde ist eine französische Gemeinde mit 2507 Einwohnern (Stand 1. Januar 2022) im Département Tarn in der Region Okzitanien (zuvor Midi-Pyrénées). Sie gehört zum Arrondissement Castres und zum Kanton Mazamet-1 (zuvor Mazamet-Sud-Ouest).

## Lage
Aiguefonde liegt an den nördlichen Ausläufern der Montagne Noire (dt. „Schwarzes Gebirge“), etwa 4,5 Kilometer westlich von Mazamet und etwa 13,5 Kilometer südöstlich von Castres. Der Thoré begrenzt die Gemeinde im Norden. 

## Wappen
Beschreibung: In Grün  ein goldener Hahn mit rotem Kehlsack und Kamm vor drei goldenen geraden Hamaiden.

## Bevölkerungsentwicklung
- 1962: 2019
- 1968: 2068
- 1975: 2105
- 1982: 2588
- 1990: 2752
- 1999: 2631
- 2006: 2693

## Sehenswürdigkeiten
- Kirche Ste-Claire

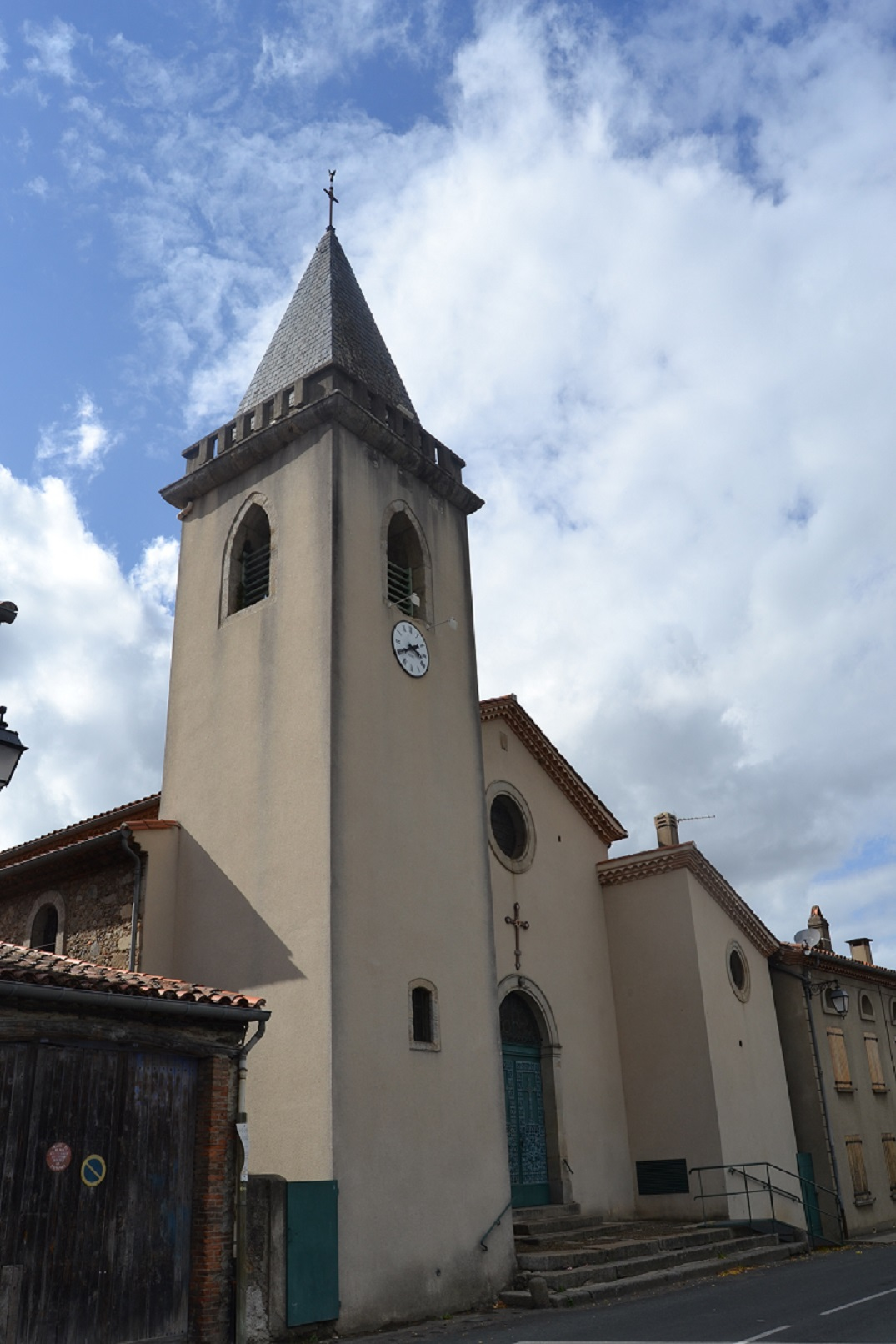
Kirche Ste-Claire

- Die Grotte de Lacalm liegt nordöstlich von Aiguefonde,
- Château d'Aiguefonde, Hotel, im Rahmen der European Heritage Days zu besichtigen